# Jan Stypułkowski (piłkarz)
Jan Stypułkowski (ur. 1 sierpnia 1954 w Bydgoszczy, zm. 14 sierpnia 2009  w Chojnicach) – polski piłkarz i trener.

## Życiorys
W latach 1973–1978 reprezentował barwy Zawiszy Bydgoszcz z którym awansował do I ligi. W pierwszej lidze rozegrał 27 meczów i zdobył jedną bramkę. Następnie przeszedł do Stilonu Gorzów, gdzie rozegrał 50 meczów ligowych i zdobył 1 bramkę. W 1980 roku przeszedł do trzecioligowego Chemika Bydgoszcz. W latach 1983–1984 występował w zespole Brda Bydgoszcz, w której zakończył piłkarską karierę.